# 人形蜈蚣2
《人形蜈蚣2》（英語：The Human Centipede 2 (Full Sequence)）是2011年一部荷兰恐怖片。亦是2010年所推出的《人形蜈蚣》續集，同樣由汤姆·希斯编剧并指导。內容講述一名英國男子在觀看過了《人形蜈蚣》的電影後，決定「製造」出屬於自己，由12人所連結成的「人形蜈蚣」的故事。曾在英國的BBFC和澳大利亞遭到短暫禁播。续集是2015年的《人形蜈蚣3》。

## 劇情
某個夜深人靜的夜裡，大夜班收費停車場管理員-馬丁·羅馬斯，正用他的筆記型電腦看著電影《人形蜈蚣》。馬丁沉迷於人形蜈蚣劇情，因此他自己養了一隻蜈蚣作為寵物，也將人形蜈蚣的相關電影報導、劇照拼貼成一本專屬剪貼簿當成寶貝收藏著。馬丁與母親同住，他的父親在他年幼時曾對他性虐待，這件事在馬丁幼小的心靈留下的無比的陰影，導致日後他的性格異常地扭曲。
賽柏林－馬丁的心理醫生，看出了馬丁的病情嚴重性，因而將藥的劑量越加越重。
馬丁向人租借了一處幽暗的倉庫，事後在倉庫殺了出租人，並開始隨機綁架作為他「人形蜈蚣」的對象。受害者包括－一對年輕情侶，兩名醉醺醺的女子（其中一名女子還撞見馬丁用砂紙自瀆的景象，也惹惱了馬丁），一對中年夫妻（妻子懷有身孕）及另一名男子。
某個夜裡，再也無法忍受馬丁怪異行徑的母親，持著利刃在昏暗的房間向馬丁的床一陣狂捅，打算致馬丁於死，沒想到馬丁並沒有在床上。這時，母親看到了夾在床墊中的剪貼簿，而當她翻閱後，才反應過來自己的兒子精神狀況，憤而將剪貼簿撕成碎片後離開房間，馬丁眼睜睜看著他的心愛收藏品被毀壞，因而失去了理智，先是讓自己養的蜈蚣咬了母親一口，再拿著他犯案凶器－鐵橇，發瘋似地暴打母親的頭顱，馬丁事後冷靜地將母親的屍體置於餐桌座位上，靜靜吃著晚餐。同時，樓上房客吵雜的音樂聲惹惱了馬丁，他便拿了掃帚頂撞天花板引誘惡房客下樓，而在房客進門準備找馬丁理論時，他冷不防地從背後射了房客小腿一槍，再持鐵橇重擊至昏迷，成了人形蜈蚣的受害者之一。而後，當馬丁又在上班時間看著人形蜈蚣時，無意間發現停車場內一部計程車，裡頭有著司機、與賽柏林醫生進行口交的女人，馬丁在攻擊司機後，開槍殺了賽柏林醫生，後將擊昏的司機與逃跑的女人活捉，帶回倉庫。馬丁專屬人形蜈蚣最後一名受害者，也就是《人形蜈蚣》電影第一集內飾演珍妮的愛希琳·雅妮（此集飾演自己），被馬丁以電影試鏡為由，誘騙到了倉庫，成了最後一塊拼圖。
當倉庫了陳列了十二名受害者後，馬丁便開始組合自己的「蜈蚣」。他仿效海特博士的手法，挑斷每人的膝蓋內的肌腱使他們無法站立，還用鐵鎚敲掉受害者的牙齒。而在劃開某位受害者的臀部時，他因失血過多而死。這使得他效法電影手法的計畫失敗，失心瘋的他便拿起工具箱內的釘槍將受害者的嘴唇及臀部「釘」在一起，再用封箱膠帶加以固定。而在先前被認為已經死亡的孕婦，則被馬丁拖到了角落的雜物堆。
當人形蜈蚣完成後，馬丁開始嘗試著讓「蜈蚣」進食，然而位於第一位的雅妮卻抵死不願進食並瘋狂的哭號，受不了雅妮的放聲痛哭，馬丁拿了鉗子將雅妮的舌頭夾斷，當場血流不止。後來，馬丁拿出了灌滿通便劑的針筒，在每個人身上注射一針，使得他們的腸胃蠕動以致排便。馬丁還強迫最後一個受害者性行為。而在此同時，原本以為已經死亡的孕婦，突然爬了起來，不顧自己依然流著血的身子衝出門外，當逃到了停在車庫外的賓士車（出租人的車）上時，竟意外產下了肚裡的嬰兒，而執意逃離的孕婦加足馬力倒車（踩著油門的同時，也重重踩碎了嬰兒脆弱的頭蓋骨）。
當馬丁與孕婦在倉庫外對峙時，惡鄰居迪克發了瘋似地將自己的臉與前一位受害者的臀部強行分離，頓時成了「兩條人形蜈蚣」。而因孕婦的逃跑發怒的馬丁，回到倉庫拿起他預藏的手槍，將迪克在前的蜈蚣五人全部射殺。

## 演員
相關演員
| 演員                            | 角色                     | 備註                                                                                                |
| 勞倫斯·哈維 Laurence R. Harvey  | 馬丁·羅馬斯 Martin Lomax | 本劇主角，又矮又肥又醜的侏儒，十足心理變態的停車場管理員。                                          |
| 比爾·哈錢斯 Bill Hutchens       | 塞伯林醫生 Dr. Sebring   | 馬丁的心理醫生。 後被馬丁在停車場擊斃。                                                             |
| 薇薇安·布里森 Vivien Bridson    | 羅馬斯女士 Mrs. Lomax    | 馬丁的母親。 因不堪忍受兒子的怪異行徑，遂產生了輕生的念頭，最後卻被馬丁手刃。                       |
| 凱瑟琳·坦普勒 Katherine Templar | 瑞秋 Rachel              | 在停車場內被馬丁綁架的孕婦。 原為馬丁的「人形蜈蚣」一部分，卻因馬丁以鐵橇攻擊力道過大導致嚴重昏迷。 |

人形蜈蚣
| 演員                                   | 角色           | 備註                                                                                 |
| 愛希琳·雅妮 Ashlynn Yennie             | 雅妮 Yennie    | 第一節。 「人形蜈蚣」演員，以為能參加昆汀·塔倫提諾的電影試鏡飛回英國．卻遭馬丁毒手。 |
| 瑪迪·布雷克 Maddi Black                | 坎蒂 Candy     | 第二節。 曾在小車上幫賽伯林醫生口交的妓女。                                          |
| 肯達絲·凱因 Kandace Caine              | 凱莉 Karrie    | 第三節。 與瓦萊莉為好友，兩人在停車場醉醺醺的模樣成了馬丁的下手目標。                |
| 多米尼克·波雷利 Dominic Borrelli       | 保羅 Paul      | 第四節。 載著賽伯林醫生與妓女的司機，被馬丁攻擊後成了人形蜈蚣。                      |
| 盧卡斯·漢森 Lucas Hansen               | 伊恩 Ian       | 第五節。 和金姆為情侶。                                                              |
| 李·尼可拉斯·哈里斯 Lee Nicholas Harris | 迪克 Dick      | 第六節。 馬丁家樓上的房客，馬丁母親曾抱怨樓上音樂太大聲，他憤而以暴力威脅馬丁。      |
| 丹·柏曼 Dan Burman                     | 葛瑞格 Greg    | 第七節。 年輕男子。第一名受害者，登場時已經被馬丁封住嘴及毫無意識的躺在馬丁的車內。  |
| 丹尼爾·裘德·簡尼斯 Daniel Jude Gennis  | 提姆 Tim       | 第八節。 富豪。當他和她懷有身孕的太太被馬丁綁走時，他們的小孩被留在車上。            |
| 喬吉雅·古卓克 Georgia Goodrick         | 瓦萊莉 Valerie | 第九節。 與凱莉為好友，兩人在停車場醉醺醺的模樣成了馬丁的下手目標。                  |
| 艾瑪·拉克 Emma Lock                    | 金姆 Kim       | 第十節。 伊恩女友。                                                                  |

## 爭議
此電影在英國的BBFC和澳大利亞曾被禁播。